# Волохов Яр
Волохов Яр (укр. Волохів Яр) — село,
Волохово-Ярский сельский совет,
Чугуевский район,
Харьковская область, Украина.
Код КОАТУУ — 6325482501. Население по переписи 2023 года составляет 800 человек.
Является административным центром Волохово-Ярского сельского совета, в который не входят другие населённое пункты. 

## Географическое положение
Село Волохов Яр находится на берегу реки Средняя Балаклейка,
выше по течению примыкает село Семеновка (Шевченковский район),
ниже по течению на расстоянии в 3,5 км расположено село Яковенково (Балаклейский район).
В 2-х км находится село Таранушино (Балаклейский район).
Через село проходят автомобильные дороги Т-2110 и М-03.

## История
- 1750 — дата основания.
- В 1992 году в селе действовали совхоз «Восток», аптека, больница, отделение связи, ДЭУ, кирпичный завод, клуб, 4 магазина (№ 144, 150, «Промтовары», «Хозтовары»), сельский Совет, столовая, торг, школа.[2]
- В начале 2022 года село было оккупировано российскими войсками в ходе вторжения России в Украину, 7 сентября в ходе контрнаступления оно было освобождено украинской армией.

## Экономика
- Молочно-товарная и свинотоварная фермы.
- «Маршал», ЧП.

## Культура
- Радиоастрономическая обсерватория имени Семёна Брауде[3]

## Объекты социальной сферы
- Детский сад.
- Школа.
- Дом культуры.
- Больница.

## Религия
- Церковь Троицы Живоначальной.